# Eremura perepetshaenkoi
Eremura perepetshaenkoi är en stekelart som beskrevs av Dmitriy R. Kasparyan 1995. Eremura perepetshaenkoi ingår i släktet Eremura och familjen brokparasitsteklar. Inga underarter finns listade i Catalogue of Life.